# Bundesstraße 428
Die Bundesstraße 428 (Abkürzung: B 428) ist eine deutsche Bundesstraße, die von der B 420 bei Frei-Laubersheim zur B 41 bei Bad Kreuznach führt.

## Streckenverlauf
Die B 428 ist eine der kürzesten Bundesstraßen in Deutschland. 
Sie liegt im Osten von Bad Kreuznach und ist die Verbindung zwischen der südlich von Bad Kreuznach verlaufenden B 420 und der B 41 im Norden. Somit dient sie als Ostumfahrung der Stadt mit Anschluss an die Bundesautobahn 61 über die B 41. Sie entlastet vor allem den Bad Kreuznacher Stadtteil Bad Münster am Stein-Ebernburg und die Innenstadt von Fahrzeugen, die ins Rhein-Main-Gebiet fahren. Diese müssen so nicht die B 48 durch das Bad Kreuznacher Stadtgebiet nutzen, um von der B 420 zur B 41 und zur Autobahn zu gelangen. Die B 428 umgeht auf ihrem Verlauf die Gemeinde Hackenheim östlich und den Bad Kreuznacher Stadtteil Bosenheim westlich. Der Anschluss an die vierstreifige B 41 wird im Bad Kreuznacher Industriegebiet westlich des Stadtteils Planig über eine einem Autobahndreieck ähnliche Anschlussstelle hergestellt.